# Palandomus
Il Palandomus è un sistema costruttivo per erigere murature a secco ideato nel 1919 dall'architetto Mario Palanti, sviluppato nei venti anni successivi e brevettato. È costituito da un blocco cementizio di 18x18x36cm, destinato a servire da elemento modulare per costruzioni a secco rapide e senza necessità di manodopera specializzata. I singoli moduli sono realizzati con una particolare sagoma (che lo stesso progettista definisce "ermafrodita") che ne permette la collocazione in un qualsiasi orientamento, superando i vincoli di posizione imposti dal diffuso sistema "maschio-femmina". Le superfici sagomate dei blocchi garantiscono la tenuta e la stabilità degli elementi anche in assenza di intonaco e di legante tra i blocchi stessi. I blocchi sono realizzati attraverso un sistema a vibrazione quindi rettificati per garantire superfici di contatto combacianti.